# ميشال غالو
ميشال غالو هو لاعب كرة قدم سلوفاكي في مركز الدفاع، ولد في 2 يونيو 1988 في روجومبيروك في سلوفاكيا. شارك مع منتخب سلوفاكيا تحت 21 سنة لكرة القدم. أما مع النوادي، فقد لعب مع مات تابورسكو ونادي روجومبيروك.

## وصلات خارجية
- ميشال غالو على موقع قاعدة بيانات كرة القدم.إي يو (الإنجليزية)
- ميشال غالو على موقع Soccerway.com (الإنجليزية)